# Маринець Анатолій Петрович
Анатолій Петрович Маринець (13 січня 1956) — український дипломат. Надзвичайний і Повноважний Посол України в Республіці Ірак.

## Біографія
Народився 13 січня 1956 року. У 1982 році закінчив Київський державний педагогічний інститут іноземних мов. Дипломатичну академію України при Міністерстві Закордонних Справ України (2003), магістр зовнішньої політики.
У 1982—1983 рр. — викладач англійської мови Київського державного педагогічного інституту іноземних мов.
У 1983—1985 рр. — перекладач англійської мови Навчального центру, Нігерія.
У 1985—1987 рр. — викладач англійської мови Київського державного педагогічного інституту іноземних мов.
У 1987—1991 рр. — на партійній роботі в Києві.
У 1991—1995 рр. — начальник Відділу міжнародних зв'язків Київського державного педагогічного інституту іноземних мов.
У 1995—2012 рр. — дипломатична діяльність у Міністерстві Закордонних Справ України та Посольствах України за кордоном.
З 25 лютого 2011 року — Тимчасовий повірений у справах України в Республіці Ірак.
З 28 грудня 2012 по 05 жовтня 2016 року — Надзвичайний і Повноважний Посол України в Республіці Ірак.

## Дипломатичний ранг
- Надзвичайний і Повноважний Посланник другого класу (2013)[3]

## Нагороди та відзнаки
- медаль «За трудову відзнаку».